# 马兰比奥站
马兰比奥站（西班牙語：Base Marambio），是阿根廷开设的南极科学考察站，位于西摩-马兰比奥岛東北部。建立于1969年。其总面积4278平方米，有27栋建筑物。设有医疗机构。并用四个1.000千瓦发电机。保证电力供应。基地的夏季平均气温-1.5° C，冬季为-15° C。强风条件下温度降低至-60° C，具極地海洋性氣候特色。冬季，基地可容纳55人，夏季为150人左右。该基地的主要活动包括宇宙射线观测，冰川学，电离层/极光观测，平流层臭氧监测，大地测量学和气象观测。